# Pâte de soja jaune
 (décembre 2015).
Si vous disposez d'ouvrages ou d'articles de référence ou si vous connaissez des sites web de qualité traitant du thème abordé ici, merci de compléter l'article en donnant les références utiles à sa vérifiabilité et en les liant à la section « Notes et références ».

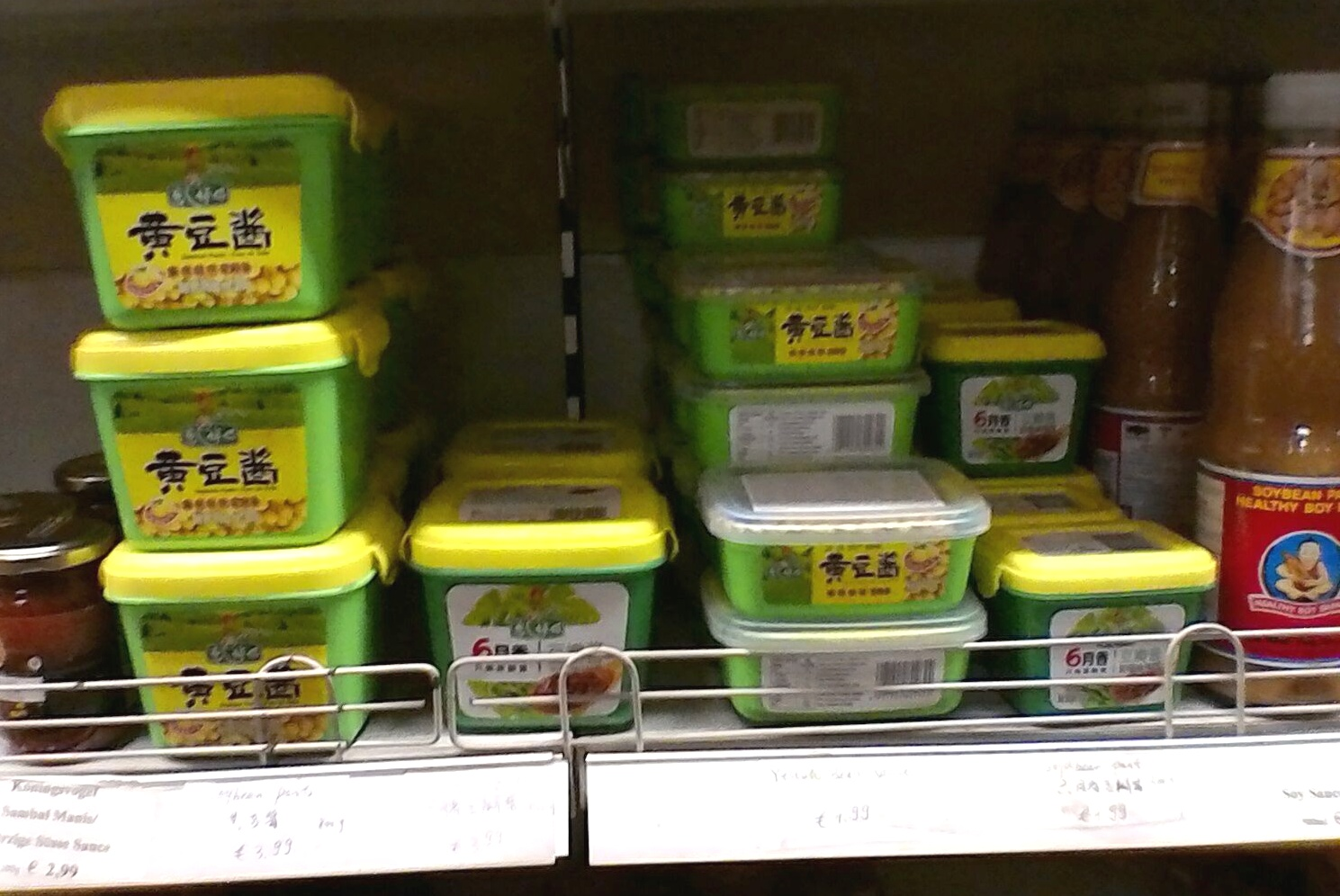
Pâte de soja jaune sous différentes formes dans un supermarché chinois.

La pâte de soja jaune est une pâte fermentée faite de soja jaune, de sel et d'eau ; la farine de blé, autrefois non utilisée, est souvent ajoutée de nos jours et du sorbate de potassium peut aussi servir de conservateur. La pâte de soja jaune est produite en Chine et principalement utilisée dans la cuisine de Pékin et dans d'autres cuisines du nord de la Chine.

## Description
Malgré son nom, la pâte n'est pas de couleur jaune ; elle peut varier du brun clair jusqu'au brun foncé, parfois même jusqu'au noir. Son nom vient du fait qu'elle est préparée à partir de soja jaune, appelé huángdòu (黄豆) en chinois. Bien qu'il semble que le nom chinois complet de cette sauce soit huángdòu jiàng (黄豆酱; littéralement « pâte de soja jaune »), le mot dòu (豆) est souvent omis lorsqu'on parle d'elle (黄酱 ; huángjiàng).
La pâte de soja jaune est utilisée en premier lieu pour un plat de nouilles appelé zhajiang mian, bien qu'en dehors de Pékin la sauce de haricots sucrés ou la sauce hoisin est souvent utilisée en remplacement. Dans ce plat, la pâte de soja jaune est sautée avec le porc haché, puis versée sur des nouilles de blé épaisses. Contrairement à la sauce sucrée de haricots, la pâte de soja jaune est salée plutôt que sucrée.

## Disponibilité
La pâte de soja jaune est communément commercialisée en Chine, comme dans les épiceries chinoises outre-mer. Elle est vendue dans des emballages en plastique, des bouteilles ou des boîtes de conserve.

## Variantes
Récemment, une nouvelle forme de pâte de soja jaune, appelée « pâte de soja jaune sèche » (干黄酱, pinyin : gān huángjiàng, ou 干酱, pinyin : gān jiàng), a été développée. Sa texture est plus sèche que la pâte de soja jaune habituelle (à cause de sa faible teneur en eau). Cela facilite son transport et sa conservation. La pâte de soja sèche est utilisée de manière équivalente, mais il faut d'abord la diluer dans de l'eau avant de l'ajouter au plat. Si la pâte est directement ajoutée au plat, il faudra ajuster la quantité d'eau ajoutée au plat.